# Primera División de Islas Cook 2020
La Primera División de Islas Cook 2020 fue la edición número 47 Primera División de Islas Cook.

## Participantes
- Avatiu FC
- Matavera FC
- Nikao Sokattack FC
- Puaikura FC
- Titikaveka FC
- Tupapa Maraerenga FC

## Tabla General
Actualizado el 1 de diciembre de 2020.
| Pos. | Equipo                   | PJ. | PG. | PE. | PP. | GF. | GC. | DG. | Pts. | Clasificación a                            |
| ---- | ------------------------ | --- | --- | --- | --- | --- | --- | --- | ---- | ------------------------------------------ |
| 1    | Tupapa Maraerenga FC (C) | 15  | 12  | 2   | 1   | 48  | 16  | +32 | 38   | Campeón y Liga de Campeones de la OFC 2021 |
| 2    | Nikao Sokattack FC       | 15  | 10  | 1   | 4   | 40  | 18  | +22 | 31   |                                            |
| 3    | Puaikura FC              | 15  | 7   | 2   | 6   | 31  | 27  | +4  | 23   |                                            |
| 4    | Titikaveka FC            | 15  | 6   | 2   | 7   | 38  | 35  | +3  | 20   |                                            |
| 5    | Avatiu FC                | 15  | 2   | 4   | 9   | 23  | 53  | -30 | 10   |                                            |
| 6    | Matavera FC              | 15  | 1   | 3   | 11  | 16  | 47  | -31 | 6    |                                            |

| Bandera de Islas Cook                      |
| Campeón Tupapa Maraerenga FC. 16.to título |